# Риверс, Джейми
Джейми Риверс (англ. Jamie Rivers); род. 16 марта 1975, Оттава) — канадский хоккейный защитник.
В НХЛ провёл 469 игр. Генеральный менеджер и главный тренер клуба Центральной хоккейной лиги — «Сент-Чарльз Чилл».

## Карьера
В 1993 году был выбран в третьем круге под общим 63-м номером клубом «Сент-Луис Блюз».
В Национальной хоккейной лиге выступал за команды:
- «Сент-Луис Блюз»
- «Нью-Йорк Айлендерс»
- «Оттава Сенаторз»
- «Бостон Брюинз»
- «Флорида Пантерз»
- «Детройт Ред Уингз»

В общей сложности провёл 469 игр.
В сезоне 2007/2008 решил сменить чемпионат и подписал контракт с московским «Спартаком».
Однако в России карьера у Джейми не пошла. Фирменной фишкой Риверса, продержавшегося в НХЛ без малого 11 сезонов, всегда были силовые приемы, но на больших площадках его наскоки на соперников чаще приводили к удалениям и позиционным просчетам, чем к перехвату шайбы. В середине чемпионата хоккеист сломал палец на левой руке, после чего долго лечился в Канаде, вернувшись в Россию только перед плей-офф. Всего за сезон он провёл 19 матчей в регулярном чемпионате, в которых отдал 3 результативные передачи, и 4 матча в плей-офф. По окончании сезона перешёл в клуб Американской хоккейной лиги «Чикаго Вулвз».
19 ноября 2009 года, Риверс вернулся в Европу и присоединился к хоккейному клубу «Амбри-Пиотта» из Швейцарской национальной лиги. Свой последний сезон 2010/2011 года в профессиональной карьере провёл в Австрийской хоккейной лиги в составе загребского хоккейного клуба «Медвешчак». 16 декабря 2010 года, во время своего 14-го матча за «Медвешчак», Риверс, в результате силового приёма, перенёс разрыв селезёнки, которого однако после первоначального медицинского обследования выявлено не было. Несколько дней спустя хоккеист был доставлен в больницу, и ему была проведена срочная операция. Во время операции Джейми Риверс пережил клиническую смерть. Его сердце остановилось на две минуты, но врачам удалось спасти ему жизнь с помощью дефибриллятора. Риверс был исключён на оставшуюся часть сезона, по окончании которого хоккеист принял решение о завершении карьеры игрока.
7 сентября 2012 года Риверс попал в систему клуба Центральной хоккейной лиги — «Сент-Чарльз Чилл», где был назначен на должность генерального менеджера.

## Тренерская карьера
В сезоне 2013/2014 был назначен на должность главного тренера клуба CHL — «Сент-Чарльз Чилл».

## Национальная карьера
В 1995 году вызывался в молодёжную сборную Канады (спортсмены не старше 20 лет). Со сборной завоевал золотые медали чемпионата мира, проведя в составе команды 7 матчей и заработав 6 очков по системе гол+пас (3+3).

## Достижения
- 1993-1994

- Вторая Сборная Всех звёзд Канадской хоккейной лиги (CHL)
- Первая Сборная Всех звёзд Хоккейной лиги Онтарио (OHL)
- Макс Камински Трофи (Лучший защитник OHL)
- 1994-1995

- Вторая Сборная Всех звёзд OHL
- Чемпион мира среди молодёжных команд
- 1996-1997

- Вторая Сборная Всех звёзд Американской хоккейной лиги (AHL)

## Семья
Живёт в Сент-Луисе со своей женой Шеннон. Воспитывают детей: дочь — Карсон, мальчики-близнецы — Эштон и Брэйдон, и младший сын — Маккиннон.
У Джеймса есть старший брат Шон, также бывший хоккеист, игравший в НХЛ за «Тампа Бэй Лайтнинг».